# Los años perdidos
Los años perdidos é uma telenovela mexicana, produzida pela Televisa e exibida em 1987 pelo El Canal de las Estrellas.

## Elenco
- Alejandro Aragón
- Romina Castro
- Silvia Pasquel